# Сентертаун (Мисури)
Сентертаун (енгл. Centertown) град је у америчкој савезној држави Мисури.

## Демографија
По попису из 2010. године број становника је 278, што је 21 (8,2%) становника више него 2000. године.
| Група             | 2000.       | 2010.       |
| Белци             | 255 (99,2%) | 268 (96,4%) |
| Афроамериканци    | 0 (0,0%)    | 2 (0,7%)    |
| Азијати           | 1 (0,4%)    | 1 (0,4%)    |
| Хиспаноамериканци | 0 (0,0%)    | 2 (0,7%)    |
| Укупно            | 257         | 278         |